# Mayra Andrade

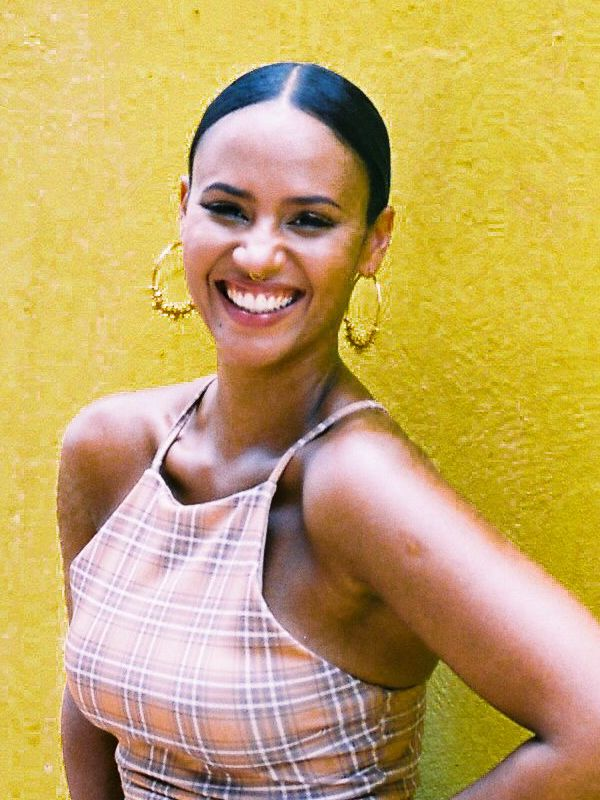

Mayra Andrade (Havana, 13 februari 1985) is een Kaapverdische zangeres. Ze bracht meerdere platen uit en won diverse prijzen en nominaties. 

## Biografie
Mayra Andrade is geboren in Havana, Cuba, als dochter van Kaapverdische ouders. Door haar vaders werk (haar vader was diplomaat voor de Kaapverdische regering) woonde ze in haar jeugd in verschillende landen: Kaapverdië, Senegal, Angola en Duitsland.
Mayra Andrade trad vaak op als tiener. Op haar 16e won ze de gouden medaille bij de Francophonie Games in Canada met een liedje gezongen in het Kaapverdisch-Creools. In 2002 verhuisde ze naar Parijs. Hier ontmoette ze de Kaapverdische musicus Orlando Pantera met wie ze ook ging samenwerken. Ze begon op te treden in clubs, festivals en ook in de Portugees-sprekende regio's in Kaapverdië en Portugal. Andrade spreekt diverse talen, en zingt in het Kaapverdisch-Creools, Frans, Portugees en Engels.
In 2005 nam Andrade met Charles Aznavour een Franstalig duet op voor zijn nieuwe album. In 2006 bracht ze haar debuutalbum Navega uit. Op haar debuut combineerde ze (traditionele) Kaapverdische stijlen als morna en coladeira met Braziliaanse invloeden (zoals bossanova) en jazz. Dit album werd internationaal goed ontvangen. Allmusic noemde het een indrukwekkend debuut, Trouw noemde het "verbluffend" en omschreef haar zang als "soepel en spatzuiver", en schreef dat de zang "meandert als een vlinder, dansend op lichtvoetige liedjes van verlangen".
Ook op haar tweede album Stória, stória ... (2009) combineerde Andrade Kaapverdische muziek met Braziliaanse invloeden en jazz. Op haar volgende studio-albums, Lovely Difficult (2013)en Manga (2019), koos ze voor een moderner geluid door elementen van pop, elektronica en afrobeats aan haar muziek toe te voegen. Op haar live-album reEncanto (2024) koos ze juist voor een meer traditionele, akoestische aanpak.
In 2015 verhuisde Andrade naar Lissabon. Sinds 2015 is Mayra Andrade ambassadeur voor de 'Free and Equal' campagne van de Verenigde Naties, waarmee ze opkomt voor de mensenrechten van de LGBT gemeenschap in Kaapverdië.
Andrade werkte samen met onder andere Charles Aznavour, Orlando Pantera, Idan Raichel en Nelson Freitas.
In Nederland en België trad ze onder andere op in Paradiso (Amsterdam), BIRD (Rotterdam), op Esperanzah!, het North Sea Jazz Festival, Music Meeting en het Afrika Festival.

## Prijzen en nominaties
- 2008: Newcomer award bij de BBC Radio 3 Awards for World Music[23]
- 2009: Preis der Deutschen Schallplattenkritik voor het album Stória, stória...[24]
- 2013: genomineerd voor de Femmes en Or prijs in de categorie muziek[25]
- 2014: genomineerd voor de Victoires de la Musique Award in de categorie wereldmuziek, met haar album Lovely Difficult[26]

## Discografie
| Jaar | Album                            |
| ---- | -------------------------------- |
| 2006 | Navega                           |
| 2009 | Stória, stória ...               |
| 2010 | Studio 105                       |
| 2013 | Lovely Difficult                 |
| 2019 | Manga                            |
| 2024 | reEncanto - Live at Union Chapel |